# Mark Jristov
Mark Jristov –en búlgaro, Марк Христов– (4 de abril de 2000) es un deportista búlgaro que compite en judo. Ganó una medalla de bronce en el Campeonato Europeo de Judo de 2022, en la categoría de –73 kg.

## Palmarés internacional
| Campeonato Europeo | Campeonato Europeo | Campeonato Europeo | Campeonato Europeo |
| Año                | Lugar              | Medalla            | Categoría          |
| ------------------ | ------------------ | ------------------ | ------------------ |
| 2022               | Sofía (Bulgaria)   | Medalla de bronce  | –73 kg             |